# Nauschki

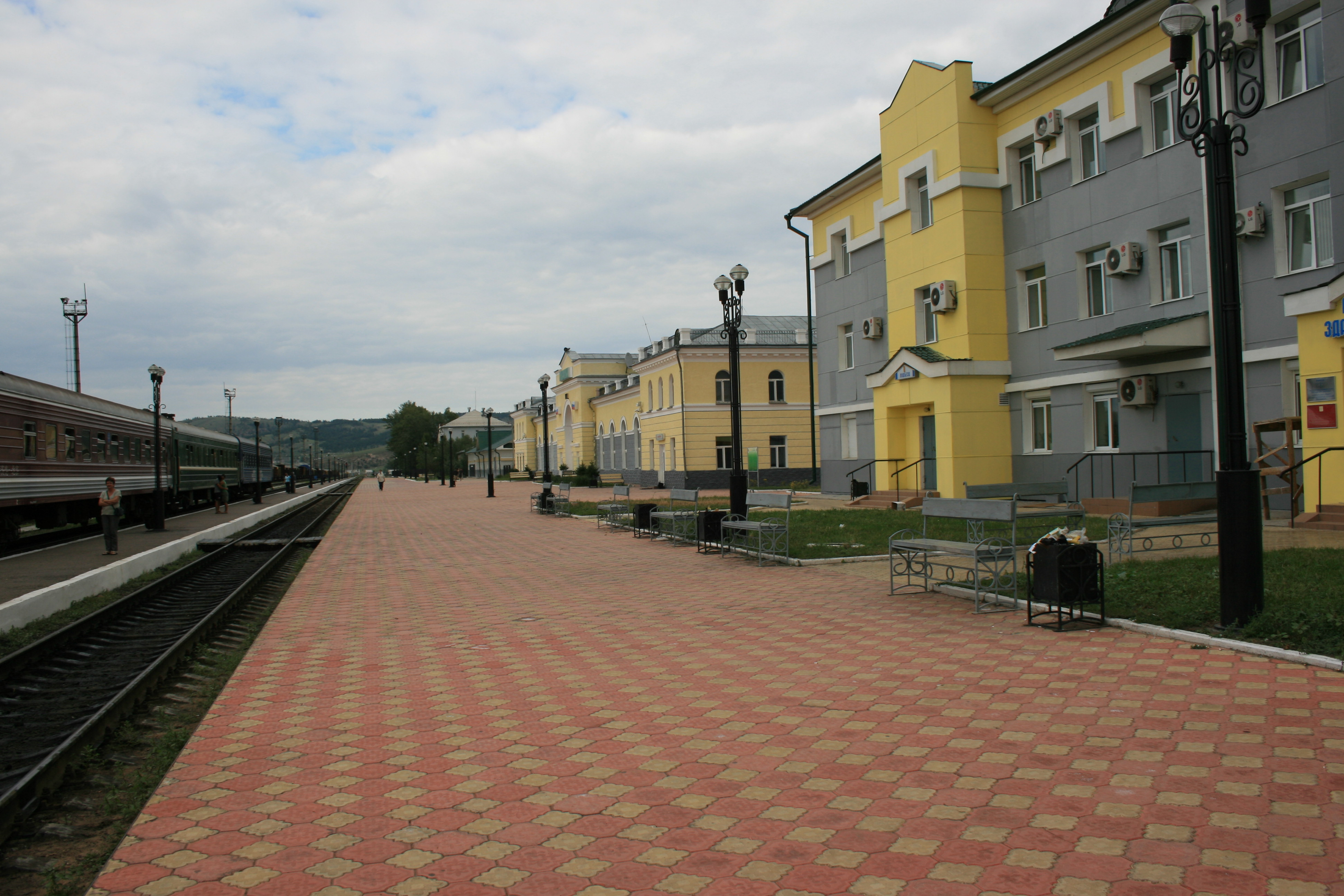
Bahnhof Nauschki

Nauschki (russisch На́ушки) ist eine Siedlung städtischen Typs in der Republik Burjatien (Russland) mit 3409 Einwohnern (Stand 14. Oktober 2010).

## Geographie
Die Siedlung liegt südlich des Baikalsees an der Grenze zur Mongolei, knapp 200 Kilometer Luftlinie südsüdwestlich der Republikhauptstadt Ulan-Ude. Beidseits des weiten Tals, das vom größten Baikalsee-Zufluss Selenga mit mehreren Armen durchflossen wird, erhebt sich eine vorwiegend von Kiefernwäldern bewachsene Mittelgebirgslandschaft auf gut 1000 m Höhe. Fünf Kilometer südlich von Nauschki markiert rechts (östlich) der Selenga der Burgutui-Kamm die Staatsgrenze, die von dort bis auf Höhe von Nauschki, etwa zwei Kilometer westlich des Ortes, in der Mitte des Hauptarmes der Selenga verläuft und von dort nach Westen schwenkt.
Nauschki gehört zum Rajon Kjachta und liegt etwa 25 Kilometer westlich von dessen Verwaltungszentrum Kjachta.

## Geschichte
An Stelle der heutigen Siedlung bestand seit dem 18. Jahrhundert der Grenzposten Uschkinski karaul an der damaligen Grenze zwischen dem Russischen Reich und dem Kaiserreich China, die mit dem Vertrag von Kjachta 1727 festgeschrieben worden war. Der Name stellte vermutlich eine russifizierte Abwandlung des burjatischen Wortes oschig für in der Umgebung verbreitete lockere Felsgesteine dar oder ist vom Wort naascha für hierher, diesseits (der Grenze) abgeleitet. Eine volksetymologische Erklärung führt den Ortsnamen darauf zurück, dass sich mit China handelnde Kaufleute dort zwecks Umgehung der Zollgebühren andere, nicht von den Behörden kontrollierte Wege über die Grenze „ins Öhrchen“ (russisch na uschko) „flüsterten“. Später entstand in der Nähe das Dorf Kirillowka.
Ende der 1930er-Jahre wurde eine Eisenbahnstrecke ausgehend von Ulan-Ude an der Transsibirischen Eisenbahn die Selenga aufwärts in Richtung der damaligen Mongolischen Volksrepublik erbaut. Der mittlerweile Nauschki genannte Ort mit dem Grenzbahnhof wurde 1939/1940 erreicht; die Strecke bis in die mongolische Hauptstadt Ulaanbaatar wurde 1949 vollendet und in den 1950er-Jahren weiter in die Volksrepublik China geführt.
Um die Bahnstation wuchs eine Siedlung, die zunächst dem Dorfsowjet des etwa 20 Kilometer nordöstlich, selengaabwärts gelegenen Dorfes Ust-Kjachta unterstellt war, aber am 14. August 1952 ausgegliedert und selbständig wurde. Am 4. Oktober 1954 wurde der Status einer Siedlung städtischen Typs verliehen.

### Bevölkerungsentwicklung
| Jahr | Einwohner |
| ---- | --------- |
| 1959 | 3230      |
| 1970 | 2978      |
| 1979 | 3739      |
| 1989 | 4167      |
| 2002 | 3575      |
| 2010 | 3409      |

Anmerkung: Volkszählungsdaten

## Wirtschaft und Infrastruktur
Die Wirtschaft des Ortes ist von der Lage des Ortes an der Transmongolischen Eisenbahn und deren Grenzübergang zur Mongolei geprägt. Die Station Nauschki ist 247 Kilometer von der Station Saudinski in Ulan-Ude entfernt, wo die eingleisige, nicht elektrifizierte Strecke von der Transsibirischen Eisenbahn abzweigt, und liegt bei Streckenkilometer 5896 ab Moskau (der mongolische Grenzbahnhof Süchbaatar ist knapp 20 Kilometer entfernt). In Nauschki gibt es ein Depot der Ostsibirischen Eisenbahn, im Ort verschiedene Behörden, Handels-, Versorgungs- und Transportunternehmen sowie einen fleischverarbeitenden Betrieb.
Nach Nauschki führt die 34 Kilometer lange Regionalstraße R242 ab Kjachta, die dort von der Fernstraße A165 Ulan-Ude – Mongolei (Grenzübergang von Kjachta nach Altanbulag) abzweigt.